# 莱比约
莱比约（法語：Les Billaux，法語發音：[le bijo]）是法国吉伦特省的一个市镇，属于利布尔讷区。

## 地理
莱比约（44°57'9"N, 0°14'13"W）面积6.26 平方千米，位于法国新阿基坦大区吉倫特省，该省份为法国西南部沿海省份，是法國本土面积最大的省，北起滨海夏朗德省，西临大西洋，南至朗德省，东南接洛特-加龍省，东临多爾多涅省。
与莱比约接壤的市镇（或旧市镇、城区）包括：利布爾訥、加尔贡、拉朗德德波姆罗勒、萨扬、圣但尼德皮勒、伊勒河畔萨维尼亚克。

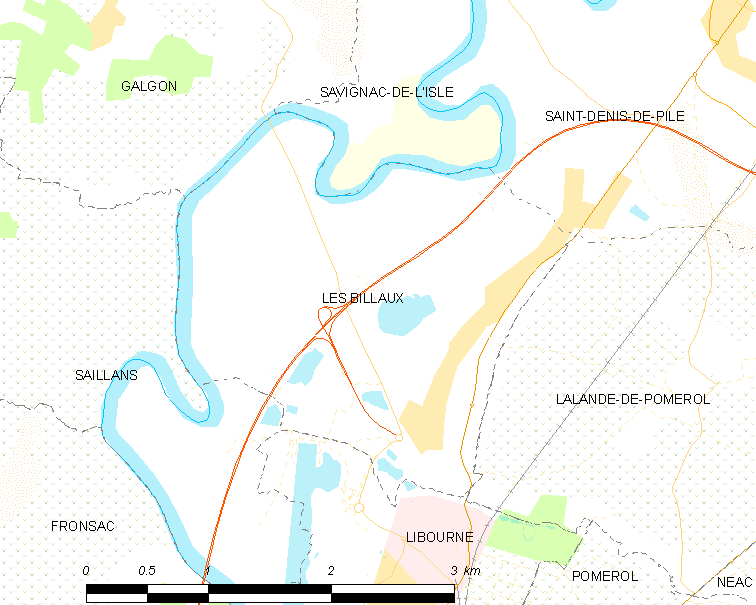
莱比约的OSM定位图

莱比约的时区为UTC+01:00、UTC+02:00（夏令时）。

## 行政
莱比约的邮政编码为33500，INSEE市镇编码为33052。

## 政治
莱比约所属的省级选区为勒利布尔奈-弗龙萨代县。

## 人口

1962-2008年间莱比约人口变化图示

莱比约于2022年1月1日时的人口数量为1163人。